# Bulgosuchus
Bulgosuchus gargantua
Genre
Espèce
Bulgosuchus est un genre fossile d'amphibiens préhistoriques. Son espèce type est Bulgosuchus gargantua et, en 2022, le genre est resté monotypique.

## Présentation
Bulgosuchus gargantua connu à partir d'une mandibule incomplète et d'un fémur récupéré du grès de Bulgo à Long Reef près de Sydney, en Australie. 
On[Qui ?] estime que la mandibule mesurait au moins un mètre de long,,.